# Hydraena ambiflagellata
Hydraena ambiflagellata es una especie de escarabajo del género Hydraena, familia Hydraenidae. Fue descrita científicamente por Zwick en 1977.
Esta especie se encuentra en Australia y Nueva Zelanda.